# 117711 Degenfeld
A 117711 Degenfeld (ideiglenes jelöléssel 2005 GA) a Naprendszer kisbolygóövében található aszteroida. Sárneczky Krisztián fedezte fel 2005. április 1-jén.

## Felfedezése
107052 Aquincum kisbolygó észlelése közben találta meg Sárneczky Krisztián 2005. március 31-én. Másnap is sikerült megfigyelnie, ezért az IAU Kisbolygó Központja (Minor Planet Center) ezen észlelés alapján adta neki a 2005 GA ideiglenes jelölést, s így lett a felfedezés napja április 1. A kisbolygót április végén is sikerült észlelni a Mátrából, és több archív felvételen is találtak rá utaló nyomokat, májusban megkapta sorszámát. Nevét gróf Degenfeld-Schonburg Bertáról kapta, aki báró Podmaniczky Géza felesége volt. Ő alapította a Kiskartali Csillagvizsgálót Kövesligethy Radóval, ahol együtt sikerült észlelniük az Androméda-galaxis szupernóváját, az első extragalaktikus szupernóvát. A grófnő foglalkozott meteorok megfigyelésével is, illetve a csillagda ritkaságokat is magába foglaló könyvtárát kezelte. Halála után a nagy értékű csillagászati gyűjtemény a Konkoly Obszervatóriumba került.